# John St John (2e vicomte St John)
John St John (3 mai 1702-1748) de Lydiard Tregoze, dans le Wiltshire, est un homme politique britannique qui siégea à la Chambre des communes de 1727 à 1734.

## Biographie
Il est le deuxième fils de Henry St John (1er vicomte St John), et sa deuxième épouse, Angelica Magdalena Wharton, veuve de Phillip Wharton et fille de Claude Pelissary, trésorier général de la marine à Louis XIV. Quand John St. John est enfant, son demi-frère aîné, Bolingbroke, est exclu de la succession à la pairie. St John fait ses études au Collège d'Eton en 1717 et est envoyé à Paris en 1720 pour compléter ses études sous la direction de Bolingbroke. En 1721, son père investit 4 000 £ pour acquérir la réversion d'une sinécure douanière valant 1 200 £ par an pour la vie de ses deux fils cadets, John et Holles. St John épouse Anne Furnese, fille de Robert Furnese, deuxième baronnet de Waldershare, Kent, le 17 avril 1729.
Aux élections générales britanniques de 1727 après avoir atteint sa majorité, St John est élu député de Wootton Bassett au Parlement pour défendre les intérêts de sa famille. Il vote avec l'opposition sauf en ce qui concerne l'abrogation de l'acte septennal en 1734. Il ne se représente pas aux élections générales britanniques de 1734.

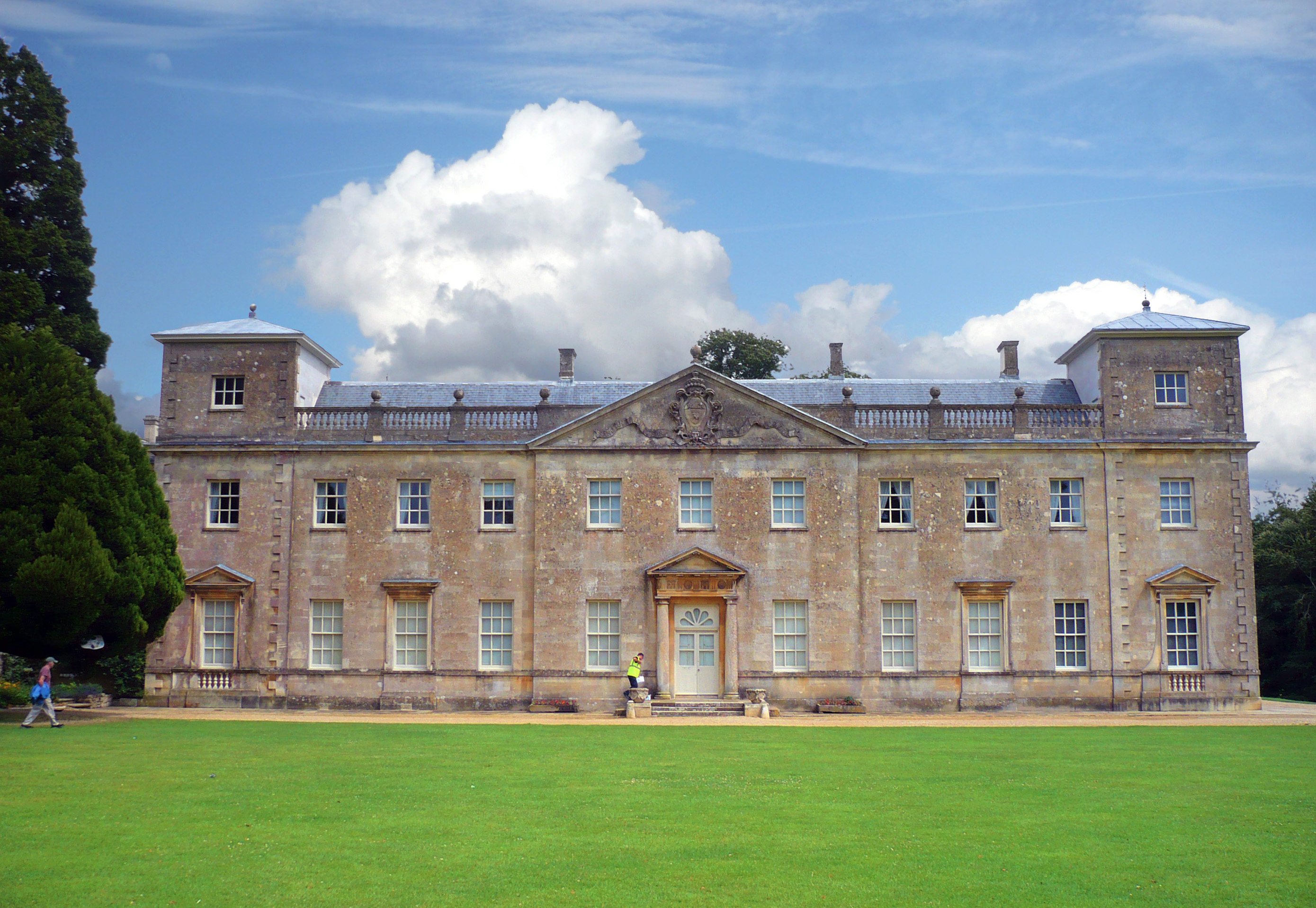
Lydiard House du sud-ouest

St John est nommé contrôleur des douanes à Londres en avril 1740, occupant ce poste à vie. À la mort de son père le 8 avril 1742, il lui succède non seulement au titre de 2e vicomte Saint-John, mais au titre de représentant spécial, mais également au domaine Lydiard. Anne, l'épouse de St. John, décéda le 14 juillet 1747. St John se remarie à Hester Clarke, fille de James Clarke de Wharton, dans le Herefordshire le 19 juin 1748.
St. John meurt à l'étranger en novembre 1748, laissant trois fils et trois filles.